# Великобузівська сільська рада
Великобузівська сільська рада — колишній орган місцевого самоврядування у Шишацькому районі Полтавської області з центром у селі Велика Бузова.

## Населені пункти
Сільраді були підпорядковані населені пункти:
c. Велика Бузова
с. Дем'янки
с. Зелене
с. Мала Бузова
с. Науменки
с. Низова Яковенщина
с. Тищенки
с. Цьови
с. Яковенщина-Горова